# Philip K. Dick's Electric Dreams
Philip K. Dick's Electric Dreams sau prescurtat Electric Dreams este un serial antologie de televiziune science fiction  britanico-american  bazat pe scrierile autorului Philip K. Dick. Serialul a avut premiera pe Channel 4 în Regatul Unit pe 17 septembrie 2017. Este format din 10 episoade de sine stătătoare bazate pe scrierile lui Philip K. Dick cu scenarii realizate de scenariști  americani și britanici. Serialul are premiera în Statele Unite pe Amazon Video pe 12 ianuarie 2018.
Inițial, seria a fost dezvoltată de canalele AMC și Channel 4, dar AMC a refuzat să mai participe la proiect. În februarie 2017, drepturile serialului în SUA au fost cumpărate de serviciul Amazon Video.
Primul episod este bazat vag pe povestirea „The Hood Maker” din 1955. Ca și în serialul Oglinda neagră / Black Mirror, episoadele Electric Dreams prezintă teme ca etica folosirii sau creării unei inteligențe artificiale, adevărata natură a realității înconjurătoare, consecințele descoperirilor și invențiilor moderne care pot pune în pericol viitorul omenirii.

## Episoade
| Nr. | Titlu               | Regizat de          | Teleplay by                   | Based on                                | Data difuzării     | Telespectatori (milioane) |
| --- | ------------------- | ------------------- | ----------------------------- | --------------------------------------- | ------------------ | ------------------------- |
| 1 | „The Hood Maker”    | Julian Jarrold      | Matthew Graham                | "The Hood Maker" de Philip K. D.        | 17 septembrie 2017 | 1.49                      |
| Sindicatul Liber, un regim represiv, folosește oameni cu puteri telepatice (denumiți "Teeps") pentru a sonda gandurile oamenilor și a elimina adversarii politici. Telepații sunt nefericiți și oprimați, iar întreaga societate este ruinată și violentă. Toți telepatii au semne pe față, din motive inexplicabile. Agentul Ross, un detectiv de poliție, primește o femeie telepată ca partener. De asemenea, el află că cineva distribuie cagule care blochează telepatia Distribuție: Richard Madden ca Agent Ross; Holliday Grainger ca Honor; Noma Dumezweni ca Senior Agent Okhile; Anneika Rose ca Mary; Richard McCabe ca Dr. Thaddeus Cutter; Paul Ritter ca Franklyn; Tony Way ca Carmichael |                     |                     |                               |                                         |                    |                           |
| 2 | „Impossible Planet” | David Farr          | David Farr                    | "The Impossible Planet" de Philip K. D. | 24 septembrie 2017 | 1.35                      |
| Distribuție: Jack Reynor ca Brian Norton; Benedict Wong ca Ed Andrews; Geraldine Chaplin ca Irma Louise Gordon; Georgina Campbell ca Barbara; Malik Ibheis ca RB29 |                     |                     |                               |                                         |                    |                           |
| 3 | „The Commuter”      | Tom Harper          | Jack Thorne                   | "The Commuter" de Philip K. D.          | 1 octombrie 2017   | 1.50                      |
| Distribuție: Timothy Spall ca Ed Jacobson; Rebecca Manley ca Mary Jacobson; Anthony Boyle ca Sam Jacobson; Rudi Dharmalingam ca Bob Paine; Tuppence Middleton ca Linda; Anne Reid ca Martine Jenkins; Ann Akin ca Dr. Simpson; Hayley Squires ca Waitress; Tom Brooke ca Tall Man in Light Coat |                     |                     |                               |                                         |                    |                           |
| 4 | „Crazy Diamond”     | Marc Munden         | Tony Grisoni                  | "Sales Pitch" de Philip K. D.           | 8 octombrie 2017   | 0.96                      |
| Distribuție: Steve Buscemi ca Ed Morris; Sidse Babett Knudsen ca Jill; Julia Davis ca Sally Morris; Lucian Msamati ca Director; Joanna Scanlan ca Su; Michael Socha ca Noah |                     |                     |                               |                                         |                    |                           |
| 5 | „Real Life”         | Jeffrey Reiner      | Ronald D. Moore               | "Exhibit Piece" de Philip K. Dick       | 15 octombrie 2017  | 0.88                      |
| Distribuție: Anna Paquin ca Sarah; Terrence Howard ca George; Rachelle Lefevre ca Katie; Lara Pulver ca Paula; Sam Witwer ca Chris; Guy Burnet ca Collins; Jacob Vargas ca Mario |                     |                     |                               |                                         |                    |                           |
| 6 | „Human Is”          | Francesca Gregorini | Jessica Mecklenburg           | "Human Is" de Philip K. D.              | 29 octombrie 2017  | 0.85                      |
| Distribuție: Bryan Cranston ca Silas Herrick; Essie Davis ca Vera Herrick; Liam Cunningham ca General Olin; Ruth Bradley ca Yaro Peterson; William Gaminara ca Dr. El Ganol; Khalid Abdalla ca Interogator; Ronan Vibert ca Chief Judge |                     |                     |                               |                                         |                    |                           |
| 7 | „Kill All Others”   | Dee Rees            | Dee Rees                      | "The Hanging Stranger" de Philip K. D.  | 2018               |                           |
| 8 | „Autofac”           | Peter Horton        | Travis Beacham                | "Autofac" de Philip K. D.               | 2018               |                           |
| 9 | „Safe and Sound”    | Alan Taylor         | Kalen Egan and Travis Sentell | "Foster, You're Dead!" de Philip K. D.  | 2018               |                           |
| 10 | „Father Thing”      | Michael Dinner      | Michael Dinner                | "The Father-thing" de Philip K. D.      | 2018               |                           |